# Чугунный мост (Москва)
Чугу́нный мост — мост балочной конструкции из сборного железобетона через Водоотводный канал в Москве. Расположен вблизи Малого Москворецкого моста, соединяет Балчуг с Пятницкой улицей. Это пятый известный мост на этом месте, построенный в 1966 году с использованием опор моста постройки 1889 года (или четвёртый, если считать работы 1966 года не заменой моста, а реконструкцией).

## История
- Первый мост на этом месте, деревянный, названный Высокопятницким, был выстроен в 1785 году, одновременно с прокладкой Водоотводного канала.
- Второй мост был выполнен висячим, построен в начале XIX века.

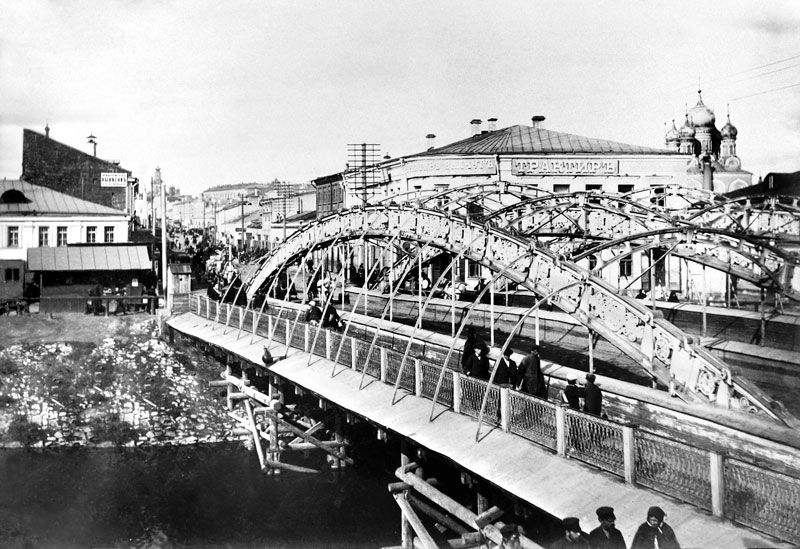
Старый Чугунный мост

- Третий мост — собственно Чугунный мост — был построен в 1835 инженером П. Я. Витте. Это был арочный мост из сборных чугунных конструкций с ездой понизу. Три ажурные чугунные арки позволяли пропускать под мостом суда, но ограничивали пропускную способность его проезжей части.
- Четвёртый мост был построен в 1889 и унаследовал имя предшественника. Это был трёхпролётный балочный мост (балки из литого железа) полной длиной 45.56 и шириной 17.6 м (в том числе 12.8 м проезжей части). Опоры моста — кирпичные на свайном основании, облицованные камнем. В 1930-х годах Чугунный мост не подвергался замене или реконструкции, так как основной транспортный поток был перенесён с Пятницкой улицы на Большую Ордынку, и старый мост вполне справлялся с потоками того времени. До 1963 года по мосту ходил трамвай; в 1963 году трамвайное движение по Чугунному мосту и Пятницкой закрыли, а трамвай пошёл по Комиссариатскому мосту и Садовническому проезду.
- Современный мост построен в 1966 по проекту О. В. Сосонко и К. П. Савельева. Речные опоры были сохранены, береговые устои — усилены с заменой кирпичной кладки на бетон. Ширина моста осталась прежней, 17.6 м. Вместо десяти железных балок была уложена конструкция из 11 железобетонных балок. Перила — отливки 1889 года.